# Питтаёган
Питтаёган (устар. Питта-Юган) — река в Шурышкарском районе Ямало-Ненецкого АО. Устье реки находится на 228-м км правого берега реки Куноват. Длина реки составляет 59 км, площадь водосборного бассейна 451 км².
В 24 км от устья, по правому берегу реки впадает река Ай-Питтаёган.

## Данные водного реестра
По данным государственного водного реестра России относится к Нижнеобскому бассейновому округу, водохозяйственный участок реки — Обь от впадения реки Северная Сосьва до города Салехард, речной подбассейн реки — бассейны притоков Оби ниже впадения Северной Сосьвы. Речной бассейн реки — (Нижняя) Обь от впадения Иртыша.